# Myles Jury
Myles Jury (Hazel Park, 31 de outubro de 1988) é um lutador norte-americano de artes marciais mistas, atualmente compete no peso-pena do Ultimate Fighting Championship. Ele foi participante do The Ultimate Fighter: Live.

## Carreira no MMA

### Começo da carreira
Jury fez sua estreia profissional no MMA em Outubro de 2005. Antes de aparecer no The Ultimate Fighter, ele competiu na promoção do King of the Cage. Nos primeiros cinco anos ele acumulou o recorde de nove vitórias e nenhuma derrota, com todas suas vitórias no primeiro round.

### The Ultimate Fighter
Myles Jury teve duas passagens pelo Ultimate Fighter. Na primeira, no TUF 13, ele machucou o joelho no primeiro episódio. Mas foi capaz de competir no TUF 15 como um dos 32 lutadores da divisão dos leves anunciado pelo UFC para participar da primeira edição ao vivo do The Ultimate Fighter.
Jury foi selecionado para enfrentar Al Iaquinta e foi derrotado por decisão dividida após três rounds.

### Ultimate Fighting Championship
Jury fez sua estreia no UFC no The Ultimate Fighter 15 Finale em 1 de Junho de 2012 contra Chris Saunders. Ele venceu por finalização no primeiro round.
Jury enfrentou em seguida Michael Johnson em 29 de Dezembro de 2012 no UFC 155. Jury dominou Johnson por todos os três rounds e conseguiu uma vitória por decisão unânime.
Jury enfrentou Ramsey Nijem em 20 de Abril de 2013 no UFC on Fox: Henderson vs. Melendez e venceu por nocaute no segundo round.
Jury enfrentou Mike Ricci em 21 de Setembro de 2013 no UFC 165. e venceu por decisão dividida.
Jury enfrentou o maior desafio de sua carreira, o veterano Diego Sanchez em 15 de Março de 2014 no UFC 171. Ele venceu por decisão unânime em uma bela performance.
Jury era esperado para enfrentar Abel Trujillo em 28 de Junho de 2014 no UFC Fight Night: Swanson vs. Stephens. Porém, uma lesão tirou Jury do evento, sendo substituído por Frank Trevino.
Jury enfrentou a lenda do MMA, o japonês Takanori Gomi em 20 de Setembro de 2014 no UFC Fight Night: Hunt vs. Nelson, e o venceu por nocaute técnico com 90 segundos de luta.
Jury enfrentaria o veterano do WEC & UFC Donald Cerrone em 18 de Janeiro de 2015 no UFC Fight Night: McGregor vs. Siver. No entanto, o UFC moveu a luta entre os dois para o UFC 182 em 3 de Janeiro de 2015 e Jury perdeu a luta por decisão unânime.
Jury era esperado para enfrentar o ex-campeão do WEC & UFC Anthony Pettis em 25 de Julho de 2015 no UFC on Fox: Dillashaw vs. Barão II. No entanto, uma lesão tirou Pettis da luta e ele foi substituído por Edson Barboza. Porém, Jury acabou se lesionando e foi substituído por Paul Felder.
Jury enfrentou o brasileiro Charles Oliveira em 19 de Dezembro de 2015 no UFC on Fox: dos Anjos vs. Cerrone II, em sua primeira luta pelo Peso Pena. Jury foi derrotado por finalização com uma guilhotina em pé ainda no primeiro round.
Jury enfrentou Mike De La Torre em 8 de abril de 2017 no UFC 210. Ele venceu por nocaute técnico no primeiro round.

## Cartel no MMA
| Cartel no MMA   |             |            |
| 21 lutas        | 17 vitórias | 4 derrotas |
| Por nocaute     | 8           | 1          |
| Por finalização | 5           | 1          |
| Por decisão     | 4           | 2          |

| Res.    | Cartel | Oponente         | Método                                | Evento                                 | Data       | Round | Tempo | Local                      | Notas              |
| ------- | ------ | ---------------- | ------------------------------------- | -------------------------------------- | ---------- | ----- | ----- | -------------------------- | ------------------ |
| Derrota | 17-4   | Andre Fili       | Decisão (unânime)                     | UFC on ESPN: Ngannou vs. Velasquez     | 17/02/2019 | 3     | 5:00  | Phoenix                    |                    |
| Derrota | 17-3   | Chad Mendes      | Nocaute Técnico (socos)               | UFC Fight Night: dos Santos vs. Ivanov | 14/07/2018 | 1     | 2:52  | Boise, Idaho               |                    |
| Vitória | 17-2   | Rick Glenn       | Decisão (unânime)                     | UFC 219: Cyborg vs. Holm               | 30/12/2017 | 3     | 5:00  | Las Vegas, Nevada          |                    |
| Vitória | 16-2   | Mike De La Torre | Nocaute Técnico (cotoveladas e socos) | UFC 210: Cormier vs. Johnson II        | 08/04/2017 | 1     | 3:30  | Buffalo, New York          |                    |
| Derrota | 15-2   | Charles Oliveira | Finalização (guilhotina em pé)        | UFC on Fox: dos Anjos vs. Cerrone II   | 19/12/2015 | 1     | 3:05  | Orlando, Flórida           | Estreia nos Penas. |
| Derrota | 15-1   | Donald Cerrone   | Decisão (unânime)                     | UFC 182: Jones vs. Cormier             | 03/01/2015 | 3     | 5:00  | Las Vegas, Nevada          |                    |
| Vitória | 15-0   | Takanori Gomi    | Nocaute Técnico (socos)               | UFC Fight Night: Hunt vs. Nelson       | 20/09/2014 | 1     | 1:32  | Saitama                    |                    |
| Vitória | 14-0   | Diego Sanchez    | Decisão (unânime)                     | UFC 171: Hendricks vs. Lawler          | 15/03/2014 | 3     | 5:00  | Dallas, Texas              |                    |
| Vitória | 13-0   | Mike Ricci       | Decisão (dividida)                    | UFC 165: Jones vs. Gustafsson          | 21/09/2013 | 3     | 5:00  | Toronto, Ontário           |                    |
| Vitória | 12-0   | Ramsey Nijem     | Nocaute (soco)                        | UFC on Fox: Henderson vs. Melendez     | 20/04/2013 | 2     | 1:02  | San José, Califórnia       |                    |
| Vitória | 11-0   | Michael Johnson  | Decisão (unânime)                     | UFC 155: Dos Santos vs. Velasquez      | 29/12/2012 | 3     | 5:00  | Las Vegas, Nevada          |                    |
| Vitória | 10-0   | Chris Saunders   | Finalização (guilhotina)              | The Ultimate Fighter 15 Finale         | 01/06/2012 | 1     | 4:03  | Las Vegas, Nevada          |                    |
| Vitória | 9-0    | Sam Oropeza      | Finalização (mata-leão)               | KOTC: No Mercy                         | 17/09/2010 | 1     | 2:55  | Mashantucket, Connecticut  |                    |
| Vitória | 8-0    | David Herlein    | Nocaute Técnico (socos)               | XCC: Rumble in Royal Oak 5             | 16/01/2010 | 1     | 0:48  | Royal Oak, Michigan        |                    |
| Vitória | 7-0    | Garrett Olson    | Finalização (chave de braço)          | KOTC: Strike Point                     | 10/10/2009 | 1     | 1:09  | Lac du Flambeau, Wisconsin |                    |
| Vitória | 6-0    | Tyrone Holmes    | Nocaute Técnico (socos)               | KOTC - Encore                          | 19/06/2009 | 1     | 2:20  | Mount Pleasant, Michigan   |                    |
| Vitória | 5–0    | Karl Kelly       | Finalização (socos)                   | KOTC: Insanity                         | 04/04/2009 | 1     | 0:20  | Lac du Flambeau, Wisconsin |                    |
| Vitória | 4–0    | Marcus Ajian     | Finalização (socos)                   | KOTC: Anticipation                     | 26/11/2008 | 1     | 0:49  | Mount Pleasant, Michigan   |                    |
| Vitória | 3–0    | Darrell Mitchell | Nocaute Técnico (socos)               | KOTC: Level One                        | 18/10/2008 | 1     | 0:57  | Lac du Flambeau, Wisconsin |                    |
| Vitória | 2–0    | Joshua Taibl     | Nocaute Técnico (socos)               | KOTC: Settlement                       | 13/06/2008 | 1     | 1:20  | Mount Pleasant, Michigan   |                    |
| Vitória | 1–0    | Brad Johnson     | Nocaute (chute na cabeça)             | MFL - Michigan Fight League            | 15/02/2008 | 1     | 0:12  | Michigan                   |                    |